# Meeting Herculis 2013
Navigation
Édition précédente Édition suivante
Le Meeting Herculis 2013 est la 26e édition du Meeting Herculis qui a eu lieu le 19 juillet 2013 au Stade Louis-II de Monaco. Il constitue la dixième étape de la Ligue de diamant 2013.

## Résultats

### Hommes
| Épreuve           | Vainqueur                         | Second                                   | Troisième                                 |
| ----------------- | --------------------------------- | ---------------------------------------- | ----------------------------------------- |
| 100 m             | Justin Gatlin 9 s 94              | Dentarius Locke 9 s 96 (PB)              | Jimmy Vicaut 9 s 99                       |
| 800 m             | Duane Solomon 1 min 43 s 72       | Pierre Ambroise Bosse 1 min 43 s 76 (PB) | Kevin López 1 min 43 s 93 (PB)            |
| 5 000 m           | Edwin Soi 12 min 51 s 34 (WL, PB) | Albert Rop 12 min 51 s 96 (AR)           | Isiah Kiplangat Koech 12 min 56 s 08 (SB) |
| 400 m haies       | Jehue Gordon 48 s 00 (SB)         | Johnny Dutch 48 s 20                     | Javier Culson 48 s 35                     |
| Saut à la perche  | Renaud Lavillenie 5,96 m (WL)     | Brad Walker 5,78 m                       | Björn Otto 5,70 m                         |
| Triple saut       | Christian Taylor 17,30 m          | Daniele Greco 17,25 m (SB)               | Pedro Pablo Pichardo 16,94 m              |
| Lancer du javelot | Vítězslav Veselý 87,68 m (WL)     | Dmitriy Tarabin 84,33 m                  | Andreas Thorkildsen 83,71 m               |

### Femmes
| Épreuve          | Vainqueur                        | Seconde                            | Troisième                          |
| ---------------- | -------------------------------- | ---------------------------------- | ---------------------------------- |
| 200 m            | Murielle Ahouré 22 s 24 (NR)     | Tiffany Townsend 22 s 26 (PB)      | Shelly-Ann Fraser-Pryce 22 s 28    |
| 400 m            | Amantle Montsho 49 s 33 (WL, NR) | Stephanie McPherson 49 s 92 (PB)   | Francena McCorory 49 s 96 (PB)     |
| 1 500 m          | Jenny Simpson 4 min 00 s 48 (SB) | Hellen Onsando Obiri 4 min 00 s 93 | Brenda Martinez 4 min 00 s 94 (PB) |
| 3 000 m steeple  | Milcah Chemos 9 min 14 s 17 (MR) | Lidya Chepkurui 9 min 15 s 18      | Fancy Cherotich 9 min 36 s 82      |
| 100 m haies      | Queen Harrison 12 s 64           | Yvette Lewis 12 s 69               | Kellie Wells 12 s 70               |
| Saut en hauteur  | Brigetta Barrett 2,01 m          | Anna Chicherova 1,98 m             | Blanka Vlašić 1,98 m               |
| Saut en longueur | Blessing Okagbare 7,04 m (PB)    | Darya Klishina 6,98 m              | Shara Proctor 6,74 m               |
| Lancer du disque | Sandra Perković 65,30 m          | Yarelis Barrios 64,24 m            | Gia Lewis-Smallwood 63,63 m        |

## Légende
Records et Performances
- AR : Record continental (area record)
- CR : Record des championnats (championship record)
- MR : Record du meeting (meet record)
- NR : Record national (national record)
- OR : Record olympique (olympic record)
- PR : Record paralympique (paralympic record)
- PB : Record personnel (personal best)
- SB : Meilleure performance personnelle de la saison (season's best)
- WL : Meilleure performance mondiale de l'année (world leader)
- WJR : Record du monde junior (world junior record)
- WR : Record du monde (world record)

Circonstances et Conditions
- DNF : N'a pas terminé (did not finish)
- DNS : N'a pas pris le départ (did not start)
- DQ : Disqualification (disqualification)
- NM : Aucun essai valable enregistré (No Mark)
- Q : Qualifié « directement » au prochain tour (ou à la prochaine compétition), lors d'une compétition majeure, grâce au classement ou à la réalisation des minima (automatic qualifier)
- q : Qualifié au prochain tour (ou à la prochaine compétition), lors d'une compétition majeure, grâce au repêchage ou à la réalisation de l'une des meilleures performances parmi celles des « non qualifiés directement » (grâce au meilleur temps ou à la meilleure distance par exemple) (secondary qualifier)